# Placówka Straży Granicznej I linii „Rychtal”

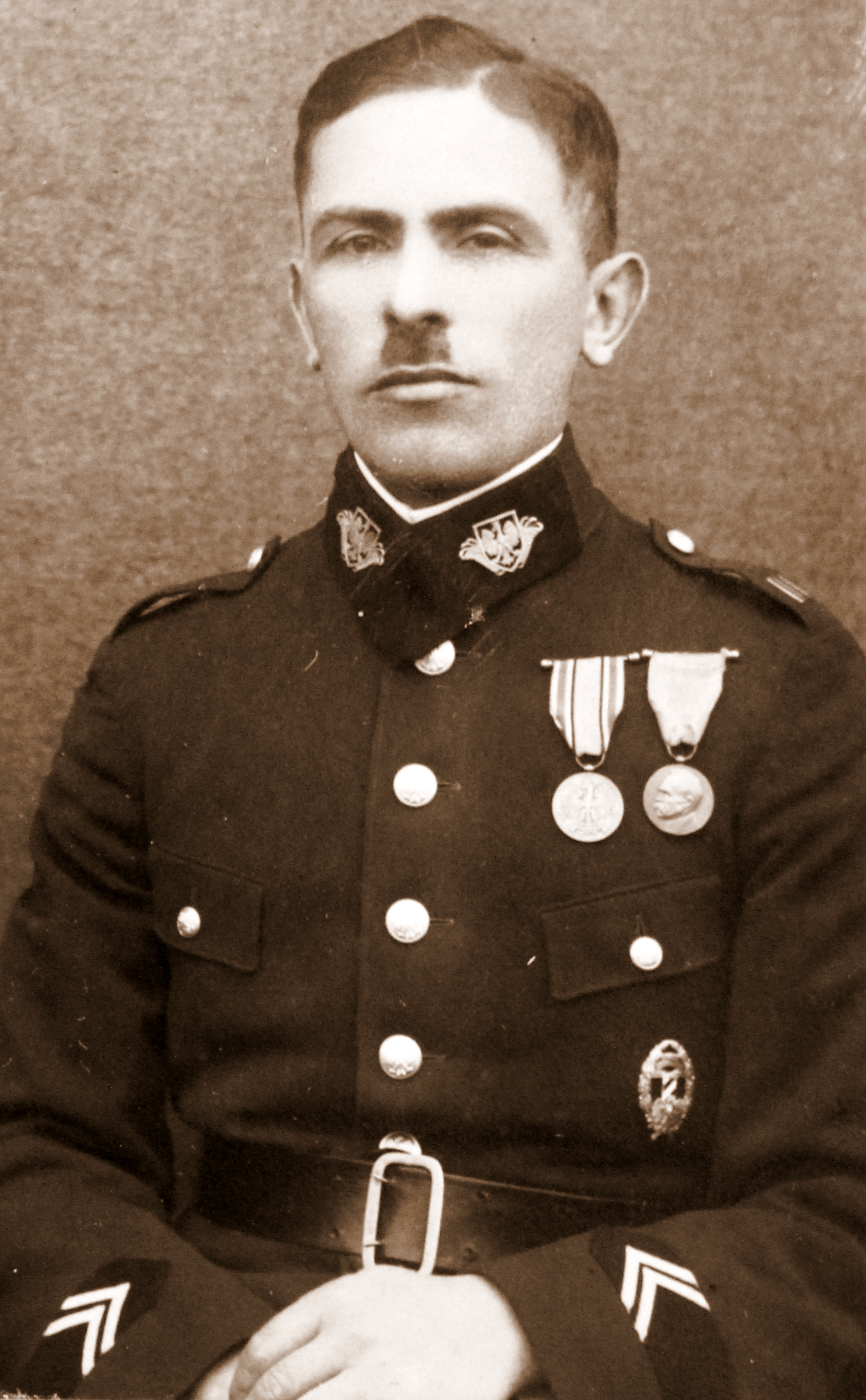
przodownik Józef Rożewski – kierownik placówki SG „Rychtal” I

Placówka Straży Granicznej I linii „Rychtal” – jednostka organizacyjna Straży Granicznej pełniąca służbę ochronną na granicy polsko-niemieckiej w okresie międzywojennym.

## Geneza
Na wniosek Ministerstwa Skarbu, uchwałą z 10 marca 1920 roku, powołano do życia Straż Celną. Od połowy 1921 roku jednostki Straży Celnej rozpoczęły przejmowanie odcinków granicy od pododdziałów Batalionów Celnych. W 1921 roku na terenie Rychtala stacjonował sztab 4 kompanii 14 batalionu celnego. 4 kompania wystawiła placówkę w Rychtalu. Proces tworzenia Straży Celnej trwał do końca 1922 roku. Placówka Straży Celnej „Rychtal” weszła w podporządkowanie komisariatu Straży Celnej „Rychtal” z Inspektoratu SC „Ostrów”.

## Formowanie i zmiany organizacyjne
W drugiej połowie 1927 roku przystąpiono do gruntownej reorganizacji Straży Celnej. W praktyce skutkowało to rozwiązaniem tej formacji granicznej.
Rozporządzeniem Prezydenta Rzeczypospolitej Polskiej Ignacego Mościckiego z 22 marca 1928 roku, do ochrony północnej, zachodniej i południowej granicy państwa, a w szczególności do ich ochrony celnej, powoływano z dniem 2 kwietnia 1928 roku Straż Graniczną.
Rozkazem nr 3 z 25 kwietnia 1928 roku w sprawie organizacji Wielkopolskiego Inspektoratu Okręgowego dowódca Straży Granicznej gen. bryg. Stefan Pasławski określił strukturę organizacyjną komisariatu SG „Słupia”. Placówka Straży Granicznej I linii „Rychtal” znalazła się w jego strukturze.
15 września 1928 dowódca Straży Granicznej rozkazem nr 7 w sprawie zmian dyslokacji Wielkopolskiego Inspektoratu Okręgowego podpisanym w zastępstwie przez mjr. Wacława Szpilczyńskiego, ustalił organizację nowo powstałego komisariatu SG „Rychtal”. Rozkazem nr 11 z 9 stycznia 1930 roku reorganizacji Wielkopolskiego Inspektoratu Okręgowego komendant Straży Granicznej płk Jan Jur-Gorzechowski ustalił numer i nową organizację komisariatu. Placówka weszła w jego skład.

## Służba graniczna
Sąsiednie placówki:
- placówka Straży Granicznej I linii „Drożki” ⇔ placówka Straży Granicznej I linii „Proszów” − 1928[8]
- placówka Straży Granicznej I linii „Drożki” ⇔ placówka Straży Granicznej I linii „Skoroszów” − styczeń 1930[10]

## Kierownicy/dowódcy placówki
| stopień    | imię i nazwisko | okres pełnienia służby | kolejne stanowisko |
| ---------- | --------------- | ---------------------- | ------------------ |
| przodownik | Józef Rozewski  | był w 1931             |                    |